# جاده ۴۵ ایالات متحده آمریکا

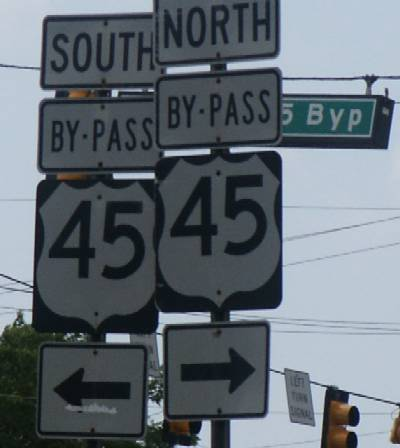
جکسون، تنسی

بزرگراه ۴۵ ایالات متحده،(به انگلیسی: U.S. Route 45) یک بزرگراه شمال-جنوبی در ایلات متحده‌است.
این بزرگراه یک جاده مرز به مرز از سواحل دریاچه سوپریور نزدیک مرز کانادا تا سواحل خلیج مکزیک در جنوب کشیده شده‌است.

طول این بزرگراه ۲٫۰۸۷ کیلومتر بوده و از ۱۹۲۶ وجود داشته‌است.